# Dorfstraße 7, 8, 10–12 (Untermaschwitz)

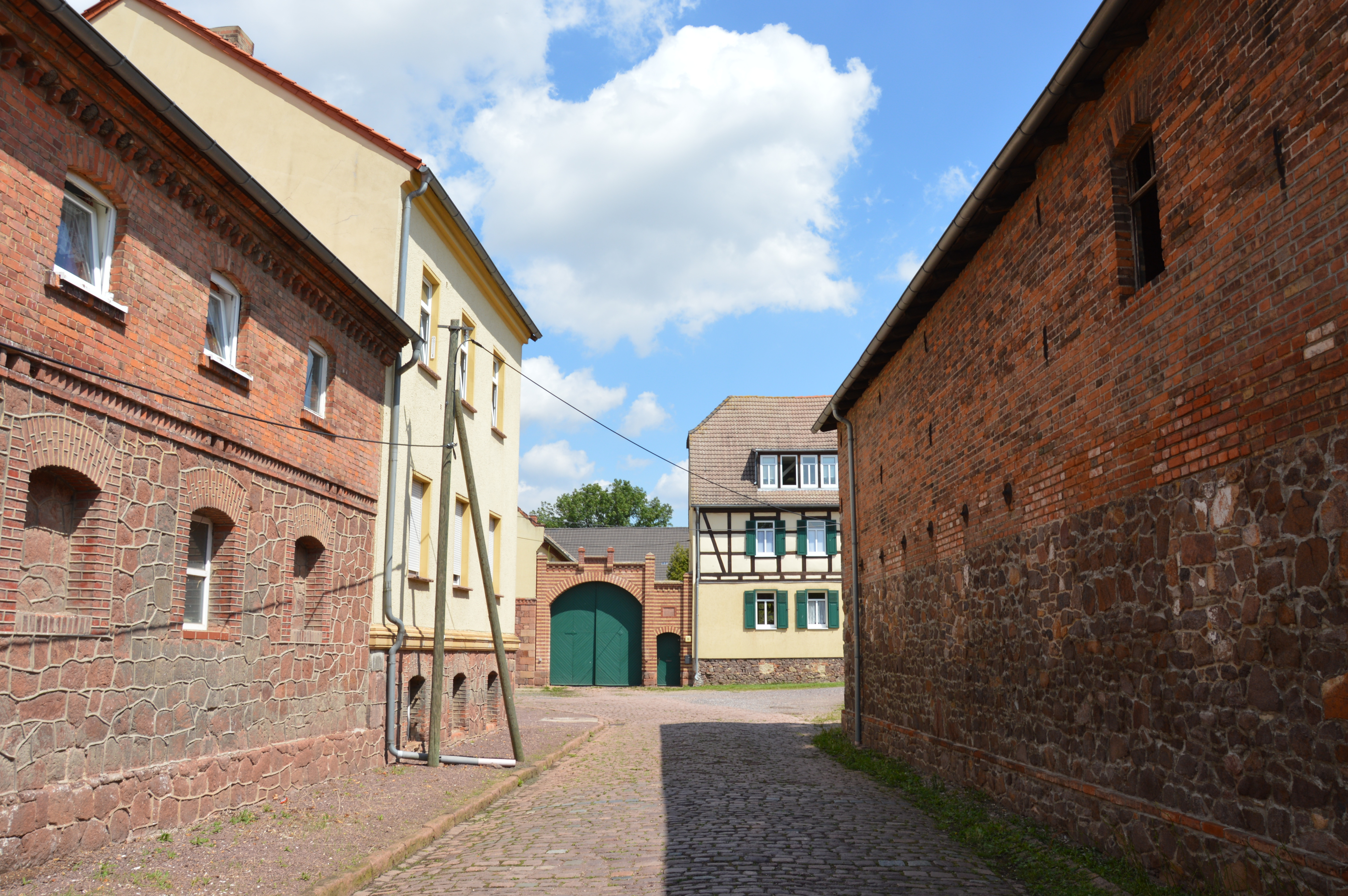
Dorfstraße in Untermaschwitz, Blick nach Norden auf den Platz und das Haus Dorfstraße 10

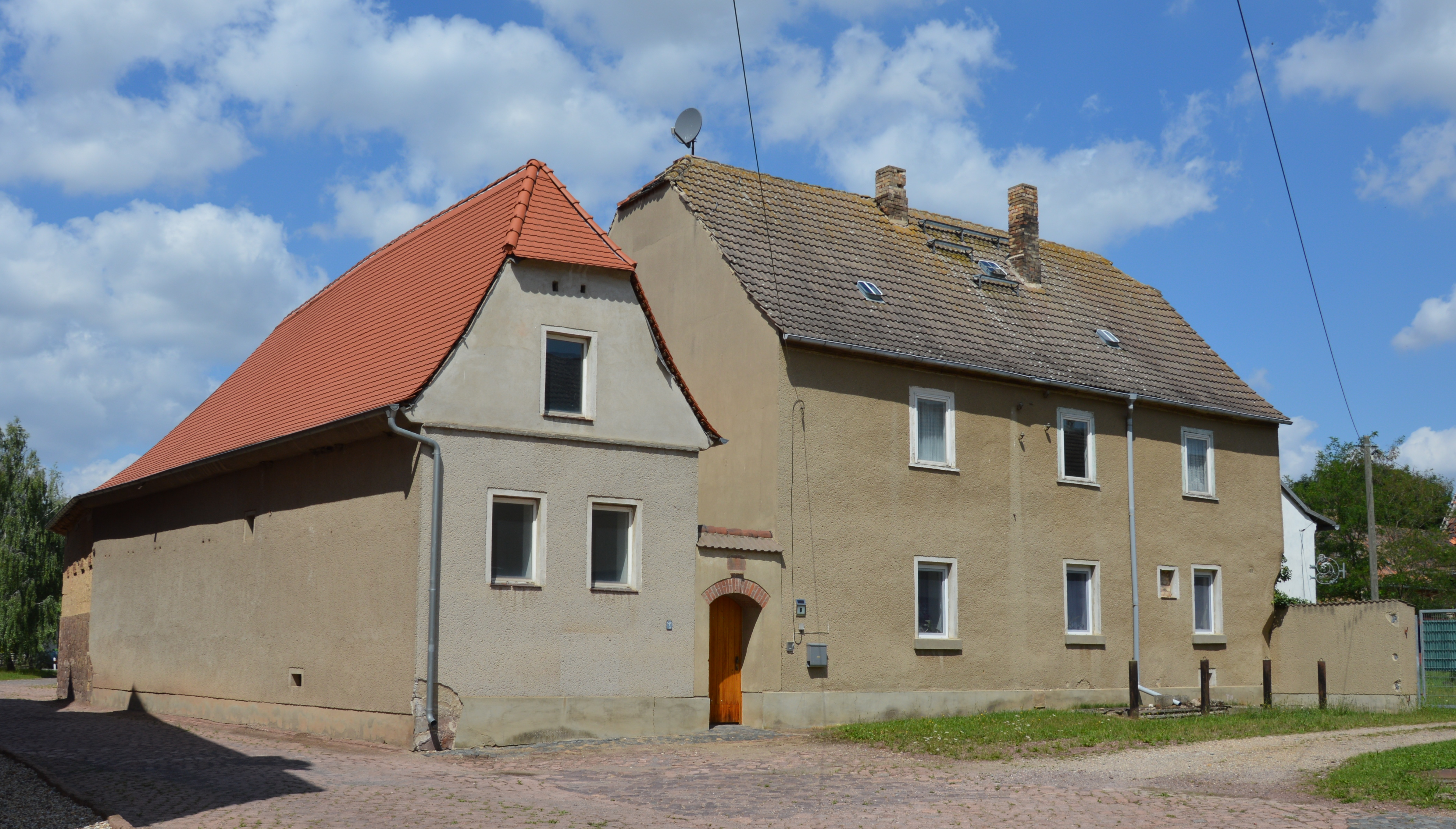
Haus Dorfstraße 8 am Westende des Platzes

Dorfstraße 7, 8, 10–12 ist ein denkmalgeschützter Straßenzug im zur Stadt Landsberg gehörenden Dorf Untermaschwitz in Sachsen-Anhalt.

## Architektur und Geschichte
Der Straßenzug umfasst das Ortszentrum des Dorfs. Mehrere Wohnhäuser und Wirtschaftsbauten großer Bauernhöfe sind um einen zentralen Platz angeordnet, der von langgestreckten Wirtschaftsgebäuden begrenzt wird. Die Bebauung stammt aus der zweiten Hälfte des 19. Jahrhunderts.
Zum Denkmalbereich gehören mit dem südwestlich gelegenen Haus Dorfstraße 7 und dem nördlichen Haus Dorfstraße 10 auch zwei Einzeldenkmale.
Im örtlichen Denkmalverzeichnis ist der Straßenzug unter der Erfassungsnummer 094 55330 als Denkmalbereich eingetragen.